# Pflegeökonomie
Pflegeökonomie ist eine fachübergreifende Wissenschaft, die sich mit Produktion, Verteilung und Konsum von knappen Pflegegütern in der Pflegeversorgung beschäftigt und somit Elemente der Pflegewissenschaften sowie der Volks- und Betriebswirtschaftslehre vereinigt. Die Aufgabe der Pflegeökonomie besteht darin, Gestaltung, Angebot und die Nachfrage von Pflegeleistungen zu analysieren.

## Bedeutung und Entwicklung
Die Pflegeökonomie ist ein sehr junger Wissenschaftszweig. Erst seit dem Jahre 2000 hat in Deutschland die Diskussion darüber eingesetzt, ob es sich hier überhaupt um einen eigenständigen Forschungszweig handelt oder nicht vielmehr um eine Unterart der Gesundheitsökonomie. Allerdings lässt sich die Langzeitpflege hinreichend eindeutig von den medizinischen und rehabilitativen Leistungen abgrenzen. Pflegebedürftigkeit kann als eingeschränkte Selbständigkeit und Alltagskompetenz definiert werden. In Deutschland wird der Begriff in § 14 des SGB X definiert. Die ökonomische Bedeutung des Bereiches zeigt sich u. a. an den Ausgaben der Pflegeversicherung, den Ausgaben für Langzeitpflege insgesamt und auch den Beschäftigtenzahlen in diesem Bereich.

## Aufgaben der Pflegeökonomie
Im Rahmen der Finanzierung der Langzeitpflege wird diskutiert, auf welche Weise und in welchem Umfang die Finanzierung der Pflege sichergestellt werden soll. In Deutschland ist hier die Entscheidung zugunsten einer Sozialversicherung gefallen, die aber anders als etwa die Krankenversicherung nur begrenzte Kosten übernimmt, die sogenannte Teilkasko-Lösung. Dies bedeutet, dass spätestens mit der Beauftragung einer professionellen Pflege, Anteile der Kosten selbst zu tragen sind. Dies sind die Investitionskosten (die aber in manchen Bundesländern gefördert werden), im teilstationären und stationären Bereich auch die Kosten für Unterkunft und Verpflegung, aber auch die Kosten für den pflegebedingten Aufwand, wenn die Kosten die Leistungen der Pflegeversicherung übersteigen. Dies ist in der stationären Versorgung regelmäßig der Fall.
Die Ausgaben- und Beitragssatzprojektion ist insbesondere im Bereich der Politikberatung von Bedeutung. Da in Deutschland die Versicherung mit den Arbeitskosten verknüpft ist, stellt sich immer wieder die Frage, wie das Spannungsfeld von Aufgabenerfüllung einerseits und Finanzierbarkeit andererseits gelöst werden kann. Insbesondere im Blick auf die demografischen Veränderungen und die damit ansteigenden Kosten werden entweder die Beiträge steigen, die Leistungen der Pflegeversicherung sinken oder die Kosten durch allgemeine Gehaltssteigerungen (und damit erhöhten Einnahmen der Pflegeversicherung) ausgeglichen werden. Denkbar und wahrscheinlich ist eine Kombination mehrerer oder aller Aspekte.
Ein weiterer Punkt ist die Organisation der Angebote. Hierunter fallen die Fragen, wer die Anbieter der Leistungen sind, ob und auf welche Weise eine Bedarfsplanung erfolgt und wie die Preisfindung erfolgt. In Deutschland hat man sich für ein wettbewerbliches System entschieden. Dementsprechend sind als Anbieter private Unternehmen, freigemeinnützige Einrichtungen oder auch kommunale Angebote am Markt vertreten. Während die kommunalen Angebote insbesondere im Bereich der ambulanten Pflege schon seit Einführung der Pflegeversicherung eine untergeordnete Rolle spielten, hat sich in den letzten Jahren zunehmend ein Wachstum der privaten auf Kosten der freigemeinnützigen Anbieter herauskristallisiert. Dies führt zunehmend auch zu der Diskussion, ob dieser Bereich nicht komplett in staatliche Verantwortung überführt oder die Gewinne nicht zumindest begrenzt werden müssten.
Zwar sieht das SGB XI keine echte Bedarfsplanung vor, aber die Länder sind für eine ausreichende Pflegeinfrastruktur (§ 9 SGB XI) verantwortlich. Sie können insbesondere über die Förderung der Investitionskosten in den Markt eingreifen. Die Länder haben von dieser Möglichkeit nur zurückhaltend Gebrauch gemacht. Das Beispiel Nordrhein-Westfalen, ein Bundesland, in dem viel gefördert wird, zeigt, dass eine Förderung auch unerwünschte Nebeneffekte haben kann. Eine Gefahr besteht darin, dass durch falsche Fördermaßstäbe die Infrastruktur gefährdet werden oder der Markt sich langsam aus der Förderung herausbewegt.
Die Preisfindung findet auf unterschiedlichen Ebene statt. Ein Großteil der Preise wird mit den Pflegekassen verhandelt, und zwar im stationären Bereich auch für solche Leistungen für deren Finanzierung die Pflegekasse nicht zuständig ist, wie Unterkunft und Verpflegung. Die Investitionskosten können dagegen, wenn keine Förderung erfolgt ist, nach § 82 Abs. 4 SGB XI frei kalkuliert und nach Anzeige bei der zuständigen Behörde mit den Kunden vereinbart werden. Ein sehr intensiv diskutiertes Thema ist die Frage, welche Bedeutung der Nachweis von realen Kosten der Vergangenheit für die zukünftig zu vereinbarenden Vergütungen haben sollen. Dieses Thema hängt eng mit der Frage nach einem bundesweit einheitlichen Tarifvertrag für Pflegekräfte zusammen, da ein wesentlicher Teil der Kosten einer Pflegeeinrichtung die Personalkosten des pflegerischen Bereichs ausmachen. Wenn diese durch einen Tarifvertrag festgeschrieben werden, bewegt sich das System deutlich in Richtung auf ein Selbstkostenerstattungssystem mit der Gefahr eines Entwicklungsstillstandes. Der vom Gesetzgeber ursprünglich betonte Wettbewerbsgedanke wäre dann an einer wichtigen Stelle weitgehend außer Kraft gesetzt.

## Studium
Mittlerweile ist die Pflegeökonomie auch an mehreren deutschen Hochschulen verankert, so z. B. in Bremen im universitären oder in Düsseldorf im fachhochschulischen Bereich.